# (6215) Mehdia
(6215) Mehdia es un asteroide perteneciente al cinturón de asteroides, región del sistema solar que se encuentra entre las órbitas de Marte y Júpiter, descubierto el 7 de marzo de 1973 por Luboš Kohoutek desde el Observatorio de Hamburgo-Bergedorf, Hamburgo, Alemania.

## Designación y nombre
Designado provisionalmente como 1973 EK. Fue nombrado Mehdia en homenaje a Mehdia, traducción al árabe de la palabra "regalo", es una región en Marruecos con ricos recursos naturales. El bosque y el lago Sidi Boughaba albergan miles de especies, incluidas aves migratorias en peligro de extinción procedentes de Europa y África subsahariana, que prefieren pasar el invierno en las tranquilas y cálidas aguas de Sidi Boughaba.

## Características orbitales
Mehdia está situado a una distancia media del Sol de 2,699 ua, pudiendo alejarse hasta 2,883 ua y acercarse hasta 2,514 ua. Su excentricidad es 0,068 y la inclinación orbital 1,643 grados. Emplea 1619,94 días en completar una órbita alrededor del Sol.

## Características físicas
La magnitud absoluta de Mehdia es 13,5. Tiene 13,314 km de diámetro y su albedo se estima en 0,075. 